# Alejandro Guillier
Alejandro Guillier, teljes nevén Alejandro René Eleodoro Guillier Álvarez (La Serena, 1953. március 5. –) chilei politikus, szenátor, jelölt a 2017-es köztársaságielnök-választáson.

## Élete
René Guillier Ossa és María Raquel Álvarez Monterrey gyermekeként született La Serena városában. Az antofagastai  Liceo de Hombres Nº1 nevű iskolába járt, majd az Északi Katolikus Egyetemen szociológiát és újságírást tanult: előbbi szakot 1977-ben, utóbbit 1980-ban végezte el.
Felesége María Cristina Farga Hernández. Három fiuk van: Andrés, Cristóbal és Alejandro.

## Díjai, elismerései
- Premio Nacional de Periodismo Embotelladora Andina (1999)
- Premio de Periodismo Carmen Puelma Accorsi (2001)
- Premio Altazor (2001)